# Daniel Krutzen
Daniel Krutzen (Brunssum, 19 september 1996) is een Nederlands-Belgisch voetballer die als verdediger voor Forge FC speelt.

## Carrière
Daniel Krutzen werd geboren in het Nederlandse Brunssum, en ondanks dat hij in België opgroeide heeft hij zodoende een Nederlands paspoort. Hij voetbalde in de jeugd van Koninklijke Lanaken VV en KRC Genk. In 2016 vertrok hij naar de Verenigde Staten om te studeren aan de universiteit van Albany, waar hij ook in het voetbalteam van de universiteit speelde. Hier maakte hij indruk. Tevens speelde hij twee korte periodes bij clubs op het vierde niveau van de Verenigde Staten, FC Tucson en Reading United AC. Dit leverde hem in 2019 een overstap op naar Forge FC, een club in de nieuw opgerichte Canadian Premier League.
Hij debuteerde in het betaald voetbal voor Forge op 4 mei 2019, in de met 2-1 verloren uitwedstrijd tegen HFX Wanderers FC. In de eerste helft van het seizoen werd Forge FC tweede en kwalificeerde het zich voor de CONCACAF League 2019. Nadat het Guatemalteekse Antigua GFC in de voorronde werd verslagen, werd er in de zestiende finale verloren van CD Olimpia. In de totale stand van het seizoen 2019 werd Forge FC tweede van Canada, waardoor het in de finale mocht aantreden tegen de nummer één van het seizoen, Cavalry FC. Het Forge van Krutzen won beide wedstrijden met 1-0 en werd zodoende de eerste kampioen van de Canadian Premier League. Hierdoor kwalificeerde het zich weer voor de CONCACAF League, waarin het in de kwartfinale uitgeschakeld werd door het Haïtiaanse Arcahaie FC. In 2020 werd Krutzen weer kampioen van Canada.

### Statistieken
| Seizoen                        | Club                | Land             | Competitie              | Competitie | Competitie | Beker | Beker | Internationaal | Internationaal | Totaal | Totaal |
| Seizoen                        | Club                | Land             | Competitie              | Wed.       | Dlp.       | Wed.  | Dlp.  | Wed.           | Dlp.           | Wed.   | Dlp.   |
| ------------------------------ | ------------------- | ---------------- | ----------------------- | ---------- | ---------- | ----- | ----- | -------------- | -------------- | ------ | ------ |
| 2016                           | Albany Great Danes  | Verenigde Staten | College League          | 21         | 3          | –     | –     | –              | –              | 21     | 3      |
| 2017                           | Albany Great Danes  | Verenigde Staten | College League          | 20         | 4          | –     | –     | –              | –              | 20     | 4      |
| 2017                           | → FC Tucson         | Verenigde Staten | PDL                     | 7          | 5          | 1     | 0     | –              | –              | 8      | 5      |
| 2018                           | Albany Great Danes  | Verenigde Staten | College League          | 14         | 1          | –     | –     | –              | –              | 14     | 1      |
| 2018                           | → Reading United AC | Verenigde Staten | PDL                     | 9          | 2          | 1     | 0     | –              | –              | 10     | 2      |
| 2019                           | Forge FC            | Canada           | Canadian Premier League | 28         | 1          | 2     | 0     | 4              | 1              | 34     | 2      |
| 2020                           | Forge FC            | Canada           | Canadian Premier League | 11         | 1          | 0     | 0     | 4              | 2              | 15     | 3      |
| Carrièretotaal                 | Carrièretotaal      | Carrièretotaal   | Carrièretotaal          | 110        | 17         | 4     | 0     | 8              | 3              | 122    | 20     |
| Bijgewerkt op 22 augustus 2017 |                     |                  |                         |            |            |       |       |                |                |        |        |